# GeoTrust
GeoTrust ist eine Zertifizierungsstelle. Die Marke existiert seit 2001 und wechselte mehrfach die Inhaberschaft. Seit 2017 gehört GeoTrust zu DigiCert.

## Geschichte
GeoTrust entstand im Jahr 2001 durch den Kauf der Sicherheitssparte von Equifax. Im Jahr 2006 wurde GeoTrust von Verisign für 125 Mio. USD aufgekauft. Im Jahr 2010 kaufte Symantec das Zertifikatsgeschäft und damit auch GeoTrust von Verisign für insgesamt 1,28 Mrd. USD. Im August 2017 verkaufte Symantec die Geschäftssparte für 1 Mrd. USD weiter an die Beteiligungsgesellschaft Thoma Bravo, die GeoTrust mit DigiCert fusionierte.